# Eparchie košická
Eparchie košická je řeckokatolická eparchie, která vznikla z rozhodnutí papeže Benedikta XVI. 30. ledna 2008 povýšením apoštolského exarchátu košického na eparchii. 

## Historie
Samotný exarchát vznikl z rozhodnutí papeže Jana Pavla II. 21. února 1997 vydělením z eparchie prešovské.
Eparchie je spolu s metropolitní archeparchií prešovskou a eparchií bratislavskou součástí nové řeckokatolické církevní provincie zřízené na Slovensku. 

## Eparcha
Prvním eparchou košickým byl Milan Chautur. Dne 20. ledna 2020 papež František jmenoval apoštolským administrátorem sede plena košické eparchie archieparchu Cyrila Vasiľa, ten se stal eparchou košickým k 24. červnu 2021.

## Základní údaje
- Rozloha: 6751 km²
- Obyvatelé/Řeckokatolíci: 791 723/75 231
- Protopresbyteráty/farnosti: 7/95
- Kněží: 174

Seznam protopresbyterátů
- Protopresbyterát Košice
- Protopresbyterát Spišská Nová Ves
- Protopresbyterát Trebišov
- Protopresbyterát Michalovce
- Protopresbyterát Sobrance
- Protopresbyterát Sečovce
- Protopresbyterát Velké Kapušany